# Tarnkennzeichen

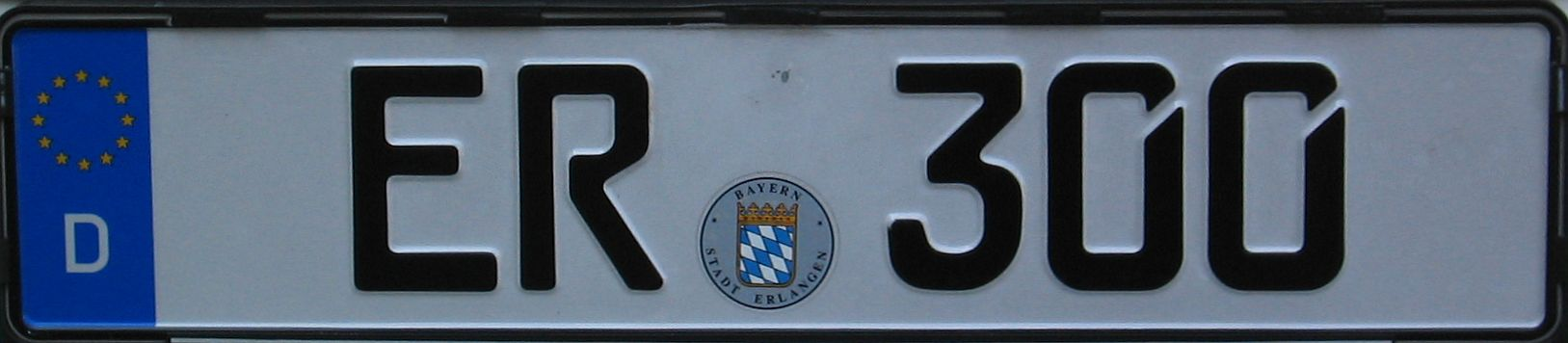
Behördenkennzeichen

Ein Tarnkennzeichen ist ein Kraftfahrzeugkennzeichen, das genehmigungspflichtig an einem Fahrzeug geführt wird, obwohl es nicht dem tatsächlich zugeteilten Kraftfahrzeugkennzeichen entspricht. Tarnkennzeichen werden verwendet, um den tatsächlichen Fahrzeughalter des Kraftfahrzeuges zu verschleiern. Die Nutzung von Tarnkennzeichen muss durch den Fahrzeugführer protokolliert werden, um etwaige Anfragen zum Beispiel bei Verkehrsverstößen beantworten zu können. Der Halter von Fahrzeugen mit Tarnkennzeichen kann durch die Polizei und andere Behörden nur durch schriftliche Anfrage beim Kraftfahrt-Bundesamt in begründeten Fällen abgefragt werden. Die Nutzung von Tarnkennzeichen führt nicht automatisch zur Geltendmachung von Sonderrechten.

## Ausstellung
In jeder Zulassungsstelle wird eine Anzahl von Kennzeichenkombinationen, die als Tarnkennzeichen verwendet werden können, reserviert. Die Dynamik dieses Kennzeichenbestandes steuert die Zulassungsstelle. Für jedes ausgegebene Kennzeichen erfolgt neben einer Abspeicherung von bestimmten Daten im örtlichen Fahrzeugregister auch eine Übermittlung von Daten an das Zentrale Fahrzeugregister beim Kraftfahrtbundesamt mit einem bestimmten vorgegebenen Sperrvermerk.

## Nutzung durch Behörden
Behördlich zugelassene Kraftfahrzeuge führen wie alle anderen Kraftfahrzeuge auch ein fest zugeteiltes und in der Zulassungsbescheinigung eingetragenes Kennzeichen, zumeist jedoch ein Behördenkennzeichen (Zulassungsbezirk – Nummer).
Aus taktischen Gründen können bei der Strafverfolgung oder der Kriminalprävention Tarnkennzeichen verwendet werden, um keine Rückschlüsse auf die entsprechenden Behörden zuzulassen.
Es wird dann zumeist ein ziviles Kennzeichen (Zulassungsbezirk – Buchstaben – Ziffern) benutzt.
Verwendet werden Tarnkennzeichen unter anderem an nicht-uniformierten Einsatzfahrzeugen der Polizei (Zivilstreifen, Dienstwagen der Kriminalpolizei), des Zolls, der Verfassungsschutzbehörden, des Bundesnachrichtendienstes, des Militärischen Abschirmdienstes, von den Feldjägern der Bundeswehr sowie an Dienstfahrzeugen von Mitgliedern der Bundesregierung.

## Nutzung an Privatfahrzeugen
Kann ein Bürger eine erhebliche Gefährdung nachweisen, die ihm durch die Abfrage seines Kennzeichens entstehen würde, so kann in diesem Ausnahmefall eine Zulassungsstelle auf Antrag das Kennzeichen mit einem Sperrvermerk versehen. Bei Abfragen des Kennzeichens beim Kraftfahrt-Bundesamt wird dann der Halter analog einem Tarnkennzeichen nur auf schriftliche Anfrage mitgeteilt. Hier handelt es sich allerdings nicht um ein Tarnkennzeichen, sondern um ein Kennzeichen mit Sperrvermerk.
Alternativ können in oben beschriebenen besonderen Ausnahmefällen kurzfristig und mit behördlicher Zustimmung auch an Privatfahrzeugen Tarnkennzeichen angebracht werden.

## Situation in den USA
In den Vereinigten Staaten von Amerika ist das Kennzeichenwesen grundsätzlich von den Bundesstaaten reguliert. Aber es gibt auch in den verschiedenen Bundesstaaten Regularien für Tarnkennzeichen. So ist in Iowa die Ausgabe von Tarnkennzeichen im Iowa Code Section 321.19 Absatz 1.c geregelt. Auch Alabama kennt im Alabama Department of Revenue Administrative Code Chapter 810-5-1-.212 eine ähnliche Regelung.